# Terje Skjeldestad
Terje Stenehjem Skjeldestad (Kaupanger, 18 gennaio 1978) è un ex calciatore norvegese, di ruolo portiere.

## Carriera

### Club
Skjeldestad iniziò la carriera nel Kaupanger, per passare poi nel Sogndal nel 1995. Giocò 427 incontri per questa squadra, ritirandosi nel 2010.

### Nazionale
Skjeldestad collezionò 11 apparizioni per la Norvegia under 21. Debuttò il 13 febbraio 1997, nella vittoria per 4-0 sulla Corea del Sud under 21, sostituendo Espen Baardsen.
Vestì poi, in 3 circostanze, la maglia della Nazionale maggiore. Esordì il 22 gennaio 2004, nella vittoria sulla Svezia per 3-0.